# 國立自然史博物館 (保加利亞)
國立自然史博物館是位於保加利亞首都索菲亞的一個博物館。博物館成立於1889年，隸屬於保加利亞科學院，是巴爾幹地區第一個和最大的自然史博物館。博物館內的藏品以動植物和礦物為主。

## 外部連結
- Official website of the National Museum of Natural History（页面存档备份，存于） (in Bulgarian and English)